# Derek Jeter
Derek Sanderson Jeter (nascido a 26 de junho de 1974 em Pequannock, Nova Jérsei), é um ex-jogador estadunidense de beisebol. Eleito quatorze vezes para a posição de interbases no Jogo das Estrelas da Major League Baseball, foi o capitão do New York Yankees por vinte anos, sendo um dos jogadores mais icônicos da história do time.
Por toda a sua carreira, Jeter jogou pelos Yankees. Em 1995, aos 20 anos de idade, fez sua estréia. Ao longo de sua carreira venceu o prêmio de Novato do Ano da Liga Americana, o Silver Slugger (dado aos melhores rebatedores da Liga) e a Luva de Ouro (dado aos melhores jogadores de defesa da Liga). Em 2000, ele tornou-se o único jogador a vencer, em uma mesma temporada, os prêmios de Jogador Mais Valioso do Jogo das Estrelas e da Série Mundial. Vencedor de cinco World Series com o New York Yankees, Jeter é o único jogador da história do clube a conseguir mais de 3 000 rebatidas.
Jeter se aposentou oficialmente em setembro de 2014 como um dos grandes jogadores da história do time nova-iorquino.
A sua vida pessoal e seus relacionamentos com celebridades vem chamando a atenção da mídia durante toda a sua carreira. Colegas de equipe e adversários o consideram um grande profissional e um dos melhores jogadores de sua geração.
Em janeiro de 2020, Jeter foi eleito para o Hall da Fama do beisebol com 99,7% dos votos.

## Prêmios e honras
| Prêmio                                                 | Quantidade | Data                                                                               |
| ------------------------------------------------------ | ---------- | ---------------------------------------------------------------------------------- |
| Selecionado para o All-Star Game                       | 14         | 1998, 1999, 2000, 2001, 2002, 2004, 2006, 2007, 2008, 2009, 2010, 2011, 2012, 2014 |
| Jogador do ano pelo New York Yankees                   | 4          | 1998, 1999, 2000, 2006                                                             |
| Luva de ouro na American League (SS)                   | 5          | 2004, 2005, 2006, 2009, 2010                                                       |
| Prêmio Hank Aaron                                      | 1          | 2006                                                                               |
| Prêmio Babe Ruth                                       | 1          | 2000                                                                               |
| MVP de All-Star Game                                   | 1          | 2000                                                                               |
| MVP da World Series                                    | 1          | 2000                                                                               |
| Prêmio Silver Slugger na American League (SS)          | 3          | 2006, 2007, 2008                                                                   |
| Novato do ano na American League                       | 1          | 1996                                                                               |
| Prêmio Roberto Clemente                                | 1          | 2009                                                                               |
| Esportista do Ano pela The Sporting News               | 1          | 2002                                                                               |
| Posto no Hall da fama da Kalamazoo Central High School | 1          | 2007                                                                               |